# Car Samuił
Car Samuił (bułg. Цар Самуил) – wieś w Bułgarii, w obwodzie Silistra, w gminie Tutrakan. Według danych szacunkowych Ujednoliconego Systemu Ewidencji Ludności oraz Usług Administracyjnych dla Ludności, 15 czerwca 2020 roku miejscowość liczyła 1 215 mieszkańców.

## Osoby związane z miejscowością

### Urodzeni
- Miłka Jordanowa (1957) – bułgarska akrobatka